# Her Husband's Secret
Pour plus de détails, voir Fiche technique et Distribution.
Her Husband's Secret est un film américain réalisé par Frank Lloyd, sorti en 1925.

## Fiche technique
- Titre : Her Husband's Secret
- Réalisation : Frank Lloyd
- Scénario : Frank Lloyd, J. G. Hawks (en) d'après une histoire de May Edginton (en)
- Photographie : Norbert Brodine
- Production : Frank Lloyd
- Pays de production : États-Unis
- Format : Noir et blanc - 1,33:1 - Film muet
- Durée : 70 minutes
- Date de sortie : 1925

## Distribution
- Antonio Moreno : Elliot Owen
- Patsy Ruth Miller : Judy Brewster
- Ruth Clifford : Mrs. Pearce
- David Torrence : Ross Brewster
- Walter McGrail : Leon Kent
- Phyllis Haver : Pansy La Rue
- Edwards Davis : Tony Van Orien
- Frankie Darro : Elliot Owen jeune
- Harry Lonsdale : Brewster